# هیستریا تایگر
هیستریا تایگر (به انگلیسی: Histria Tiger) یک کشتی است که طول آن ۱۷۹٫۹۶ متر (۵۹۰٫۴ فوت) می‌باشد. این کشتی در سال ۲۰۰۸ ساخته شد.